# Hermetismus

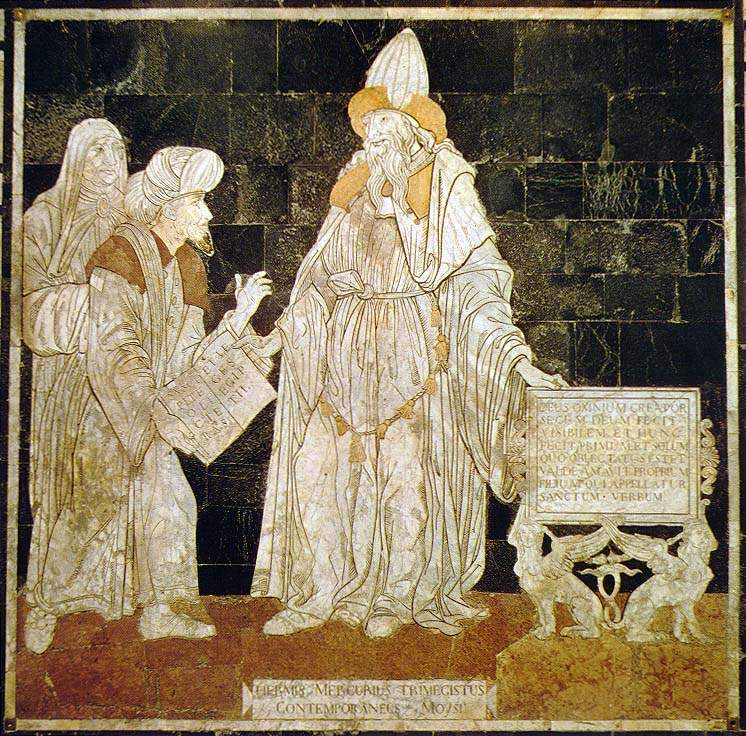
Hermes Trismegistos na mozaikové podlaze katedrály v Sieně

Hermetismus, hermetika či hermetická nauka je starověká, až do současné doby živá a ne zcela jednotná duchovně-nauková tradice. Jde o druh esoterismu a současně o filozofický směr. Název pochází od základního řecko-egyptského díla Corpus Hermeticum, za jehož autora je považován mytický egyptský mudrc Hermes Trismegistos, snad pozdější antická podoba staroegyptského boha Thovta ztotožněná s řeckým Hermem. Z hermetické nauky odvozuje svůj původ také alchymie.

## Dějiny

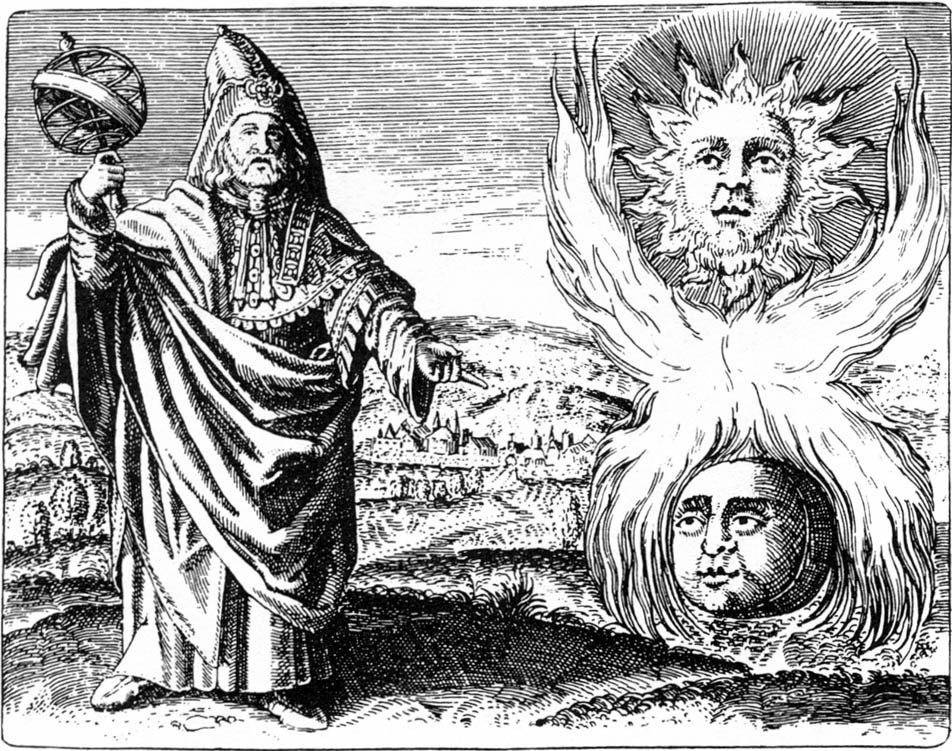
Vyobrazení Herma Trismegista z knihy D. Stolze Viridarium chymicum z roku 1624

Hermetismus odvozuje svůj původ ze starověkého Egypta. Tento v rámci hermetismu tradovaný názor ovšem nebyl v moderní době vědou potvrzen a je odbornými historiky zpochybňován: namísto toho je vznik hermetismu kladen do kosmopolitního prostředí helénistické Alexandrie. Egyptolog Erik Hornung, který se zaměřuje na zkoumání staroegyptských kořenů hermetismu, nicméně s odkazem na výzkumy Jana Assmanna poukazuje na to, že dosavadní badatelé pro tuto otázku „neměli valné pochopení“: „Ve starém Egyptě sice ještě žádný hermetismus ve vlastním smyslu neexistoval, ale nejpozději od doby Nové říše zde vládlo duchovní klima, které bylo pro vznik hermetické moudrosti příznivé… (Teprve) nyní existují podstatně lepší předpoklady k tomu, aby byly odhaleny potenciální staroegyptské kořeny ‚hermetické‘ moudrosti.“
Francouzský antropolog Gilbert Durand hermetismus ve svém širokém pojetí chápe jako rozdělený na čtyři fáze s dvěma podfázemi:
- kořeny hermetismu v egyptském a řeckém starověku
- vlastní hermetismus období helénismu
  - hermetismus prvních století našeho letopočtu
- renesanční hermetismus Mirandoly, Ficina, Agrippy z Nettsheimu a Paracelsa,[3] k němuž řadí také Jakoba Böhma působícího v 17. století a jeho následovníky
- čtvrtý hermetismus 18. století spojený s iluminismem, martinismem a jmény jako von Eckarthausen, de Passqually a de Saint-Martin.
  - oživení hermetismu během romantismu spojené s von Baaderem a Schellingovou Naturphilosophií.

Kromě toho mluví ještě o páté fázi přelomu 19. a 20. století kterou spojuje především s pravoslavným ruským pojetí a jmény Solovjova, Berďajeva a Bulgakova.

### Prameny
Pramenem hermetických nauk jsou řecky psané spisy přisuzované Hermovi Trismegistovi (někdy považovaného za identického s egyptským bohem Thovtem) sdružené do souboru Corpus Hermeticum. Za nejvýstižnější z nich bývá pokládána Smaragdová deska.

## Základní principy

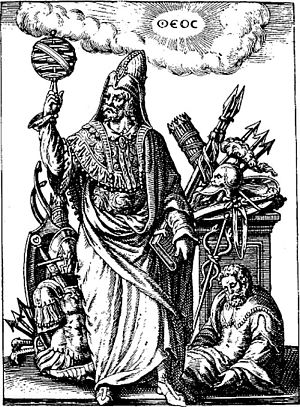
Renesanční ztvárnění Herma Trismegista

Jeden z hlavních principů hermetismu je první teze, kterou lze nalézt na smaragdové desce a která často podléhá různým (často ne zcela přesným) reinterpretacím.

Caduceus (tj. hůl boha Herma) byl jedním
ze symbolů hermetismu

- To, co jest nahoře, jest také to, co jest dole.

Z tohoto základu hermetismu vyplývají další možné reflexe:
- jednota
- princip soběpodobnosti
- univerzalita existence
- soběnáležitost

Jednou z moderních reinterpretací je vědou často znovuobjevovaný fakt, že všichni a všechno jsme tvořeni jedním a tímtéž, ať již je aktuální vědecké povědomí nakloněno tomu, že ono „totéž“ jsou atomy, subatomární částice, kvarky, superstruny, vše dohromady, či jiné myšlené formy existence. Jsme v každém ohledu doslova jedno a to samé, vyjádřené v nekonečném spektru různých možných obdobných forem.
Vědeckým vyjádřením této obecné myšlenky jsou pak fraktály.

## Náboženská neutralita
Pozoruhodným znakem hermetismu je jeho náboženská neutralita – v západní kultuře může být rozvíjen v rámci křesťanství, judaismu i nenábožensky pojímaného panteismu, a stejně tak může být přítomen i v novopohanských proudech, například v kemetismu. Jak shrnuje Erik Hornung, je veškerý hermetismus svou povahou tolerantní a prostý jakýchkoli strnulých dogmat. Za součásti hermetického proudu jsou pokládány alchymie, astrologie, magie a kabala. Dalším polem, na němž lze dosahovat rozvoje hermetismu z různých pramenů (magie, alchymie, astrologie, spagyrie a dalších hermetických umění), je ekologie a ochrana přírody.